# لغة بشرية

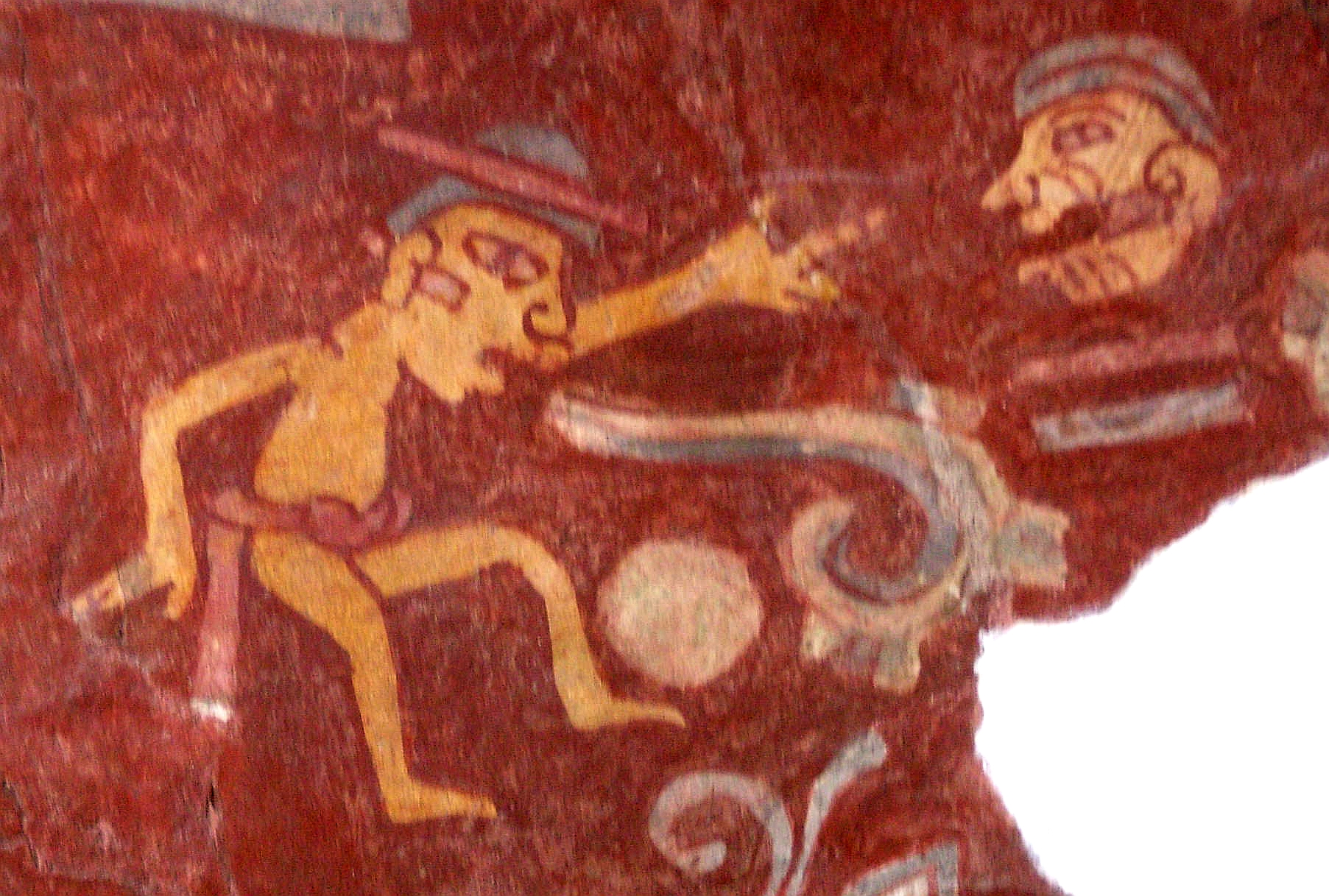
جدارية مكسيكية (من القرن الثاني) تُظهر رسمًا توضيحيًا أو 'فقاعة من الكلام' تخرج من فم شخص لترمز إلى اللغة

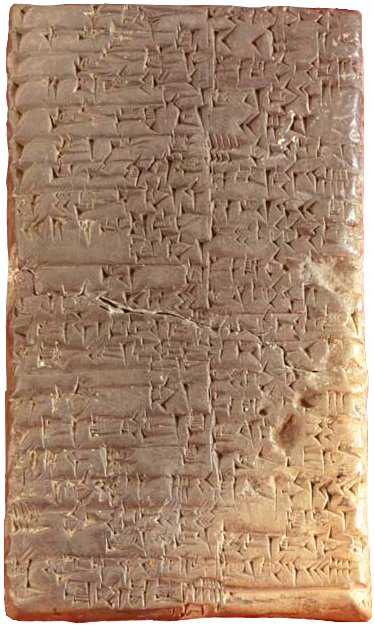
نقوش مسمارية.

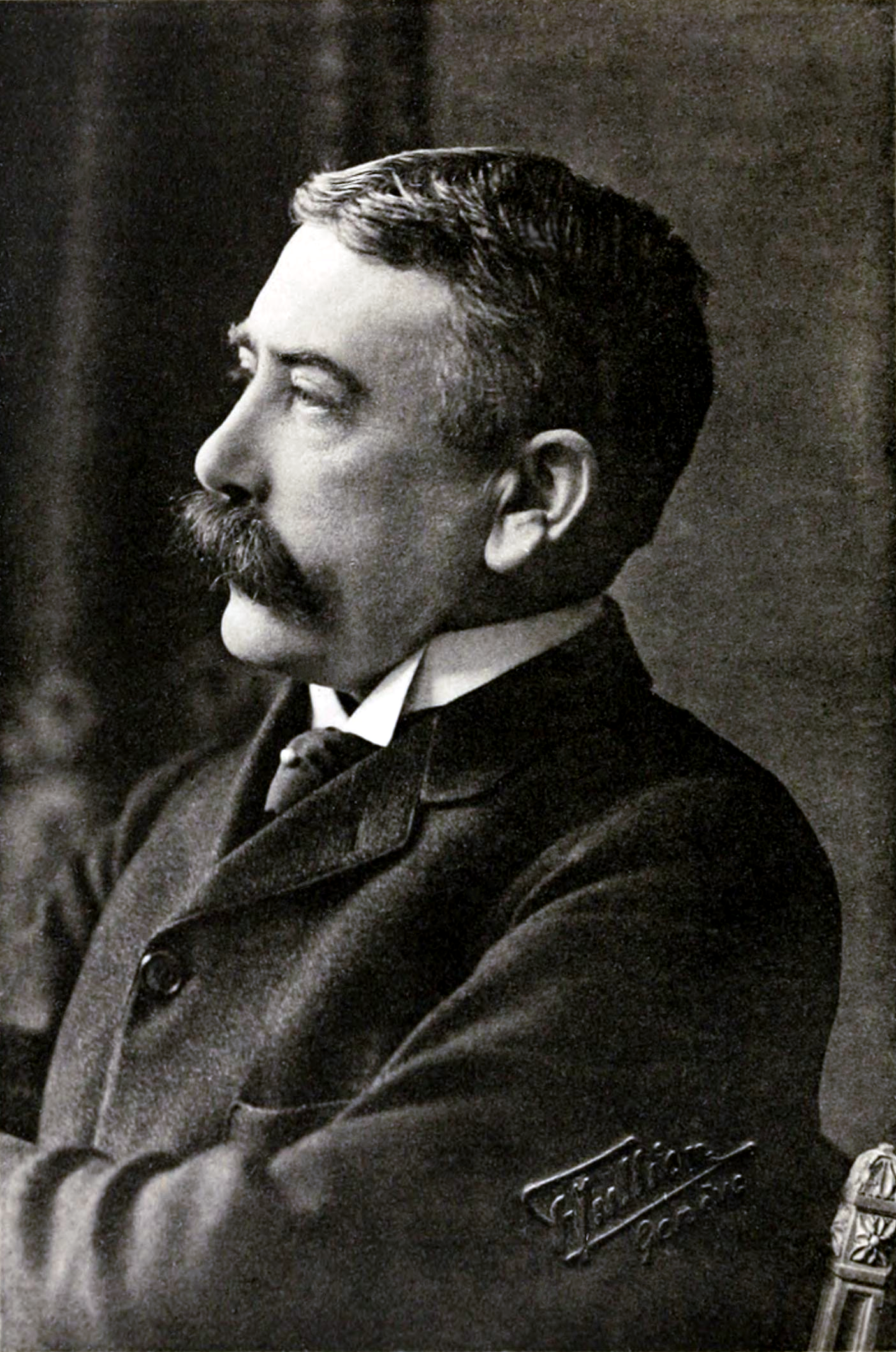
فرديناند دي سوسير الذي طوّر المنهج البنيوي في دراسة اللغة

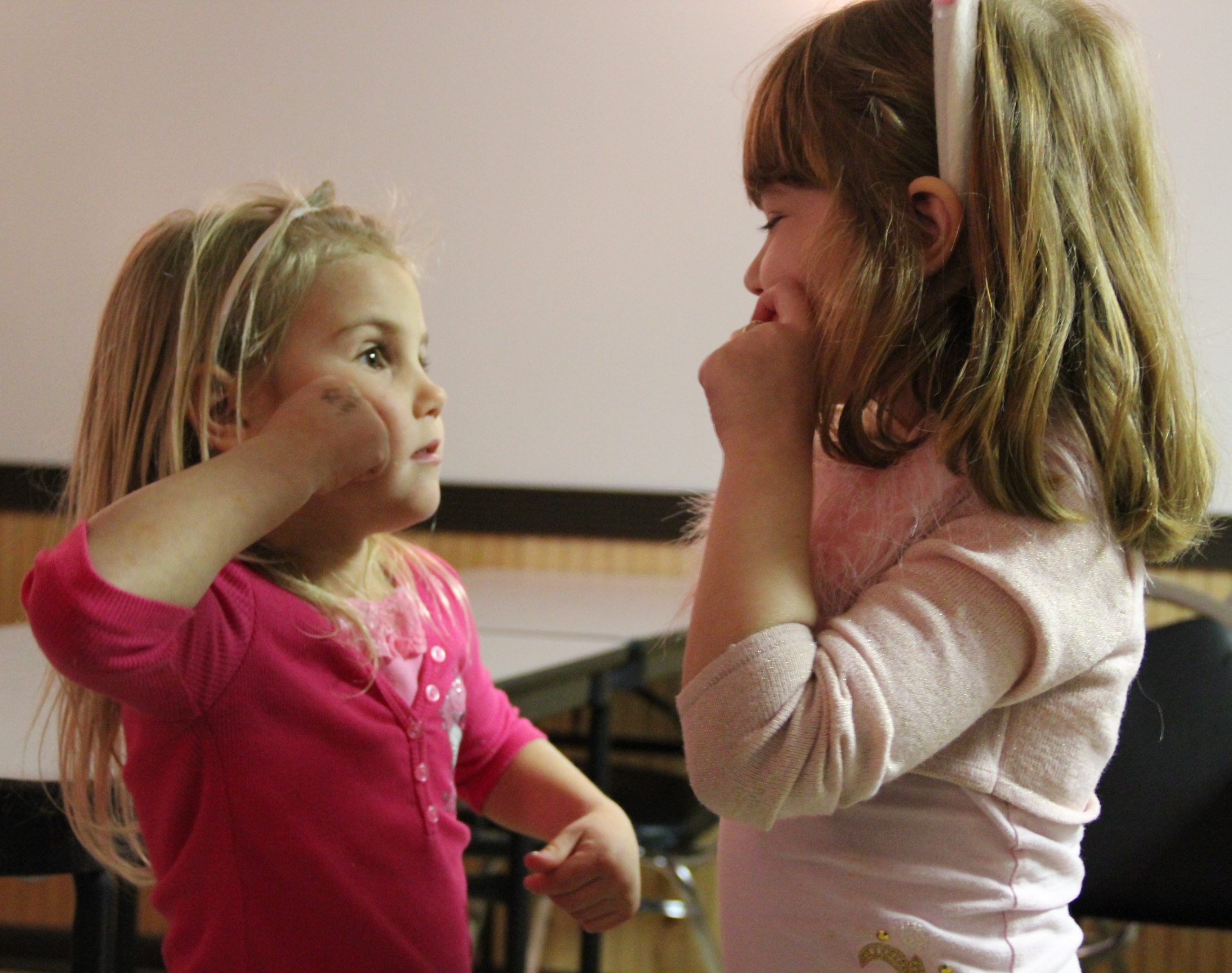
طفلتان تتعلمان لغة الإشارة.

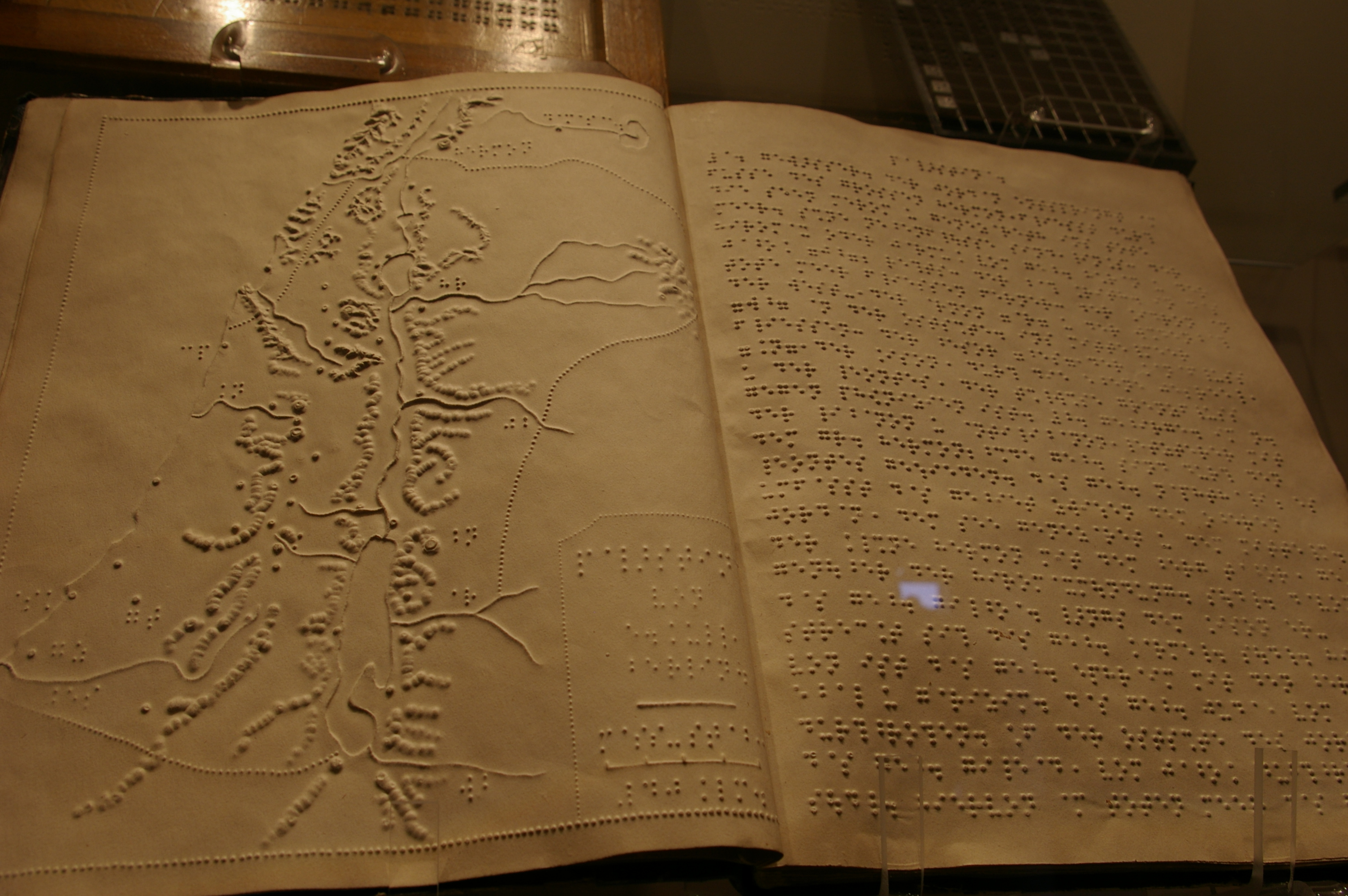
كتاب برايل.

اللغة البشرية هي نظام يشمل تطوير واكتساب وصون واستخدام أنظمة اتصال معقدة، كما تشير أيضًا إلى القدرة البشرية التي تتيح هذه العمليات. ولغة واحدة هي مثال محدد لمثل نظام الاتصال هذا (على سبيل المثال، اللغة الفرنسية).
تتميز اللغة البشرية بخواص الإنتاجية والحركية، وتعتمد اعتمادًا كليًا على الأعراف الاجتماعية والتعلم. وتوفر بنياتها المعقدة نِطاقًا أوسع للتعبير أكثر بكثير من أي نظام آخر معروف في التواصل الحيواني. من الممكن أن تكون اللغة قد تطورت عندما بدأ أشباه البشر القدامى في تغيير أنظمة تواصلهم البدائية تدريجيًا، وتطوير القدرة على تكوين نظرية للعقل و تأسيس قصدية مشتركة، وأن هذه التطورات قد تزامنت مع تعاظم حجم الدماغ البشري.
وتندرج الدراسة العلمية للغة كنظام تواصل ضمن مجال  علم اللسانيات. ومن أبرز الشخصيات في هذا العلم: فرديناند دي سوسير ونعوم تشومسكي. و تعنى تخصصات أخرى باللغة حيث تدرس علاقاتها بالفكر، مثل علم الاجتماع والفلسفة وعلم النفس وعلوم الأعصاب وفقه اللغة. و يتم استجلاء الأسس الفسيولوجية للغة في الدماغ البشري من خلال علم اللغويات العصبية و يتم دراسة تمفصلات الكلام عن طريق علم الصوتيات.
و يتيح علم اللسانيات وَصفًا دَقيقًا للكلام واللغات. حيث تعتمد جميع اللغات على عملية سيميوز التي تربط بين علامات محددة و‌دلالات. وهكذا تتضمن اللغات الشفهية والإيمائية واللمسية على نظام صوتي يحكم كيفية استخدام الرموز لتشكيل تسلسلات (ذات معنى) مثل الكلمات والوحدات الدلالية الصغرى، ونظام نحوي يحكم كيفية الجمع بين الكلمات والوحدات الدلالية الصغرى لتكوين جمل وتعبيرات.
و يبدأ اكتساب اللغة عند الإنسان في مرحلة الطفولة المبكرة من خلال التفاعل الاجتماعي. و استخدام اللغة متجذر بعمق في الثقافة الإنسانية، فزيادة على وظيفتها التواصلية، تؤدي وظائف متنوعة، مثل خلق الانتماء للمجموعة، والتمايز الاجتماعي، والارتباط بسياق اجتماعي معين والترفيه.

## التعريف
تنحدر كلمة "لغة" من الجدر الهندو أوروبي القديم *dn̥ǵʰwéh₂s، أو *dn̥g̑huhā، *dn̥ǵ(h)wā- و *dhn̥ǵ(h)wā-، والتي تعني "اللسان (العضو)، والكلام، واللغة"»،،. وقد مُنِحَت المصطلح اللاتيني lingua المشتق من الكلمة اللاتينية القديمة(dingua)، بمعنى " اللسان "، ثم تطورت في الفرنسية القديمة لتحمل مصطلح" language"»،. و يُستخدم الاصطلاح أحيانًا أيضًا للإشارة إلى الشفرات والأرقام في علم التشفير وأصناف أخرى من أنظمة الاتصال المبرمجة اصطناعيا مثل لغات الكمبيوتر و المستخدمة في البرمجة الحاسوبية. و على عكس اللغات البشرية، فإن اللغة الصورية هي نظام من العلامات هدفها ترميز المعلومات وفك ترميزها، و يركز هذا المقال بالتحديد على خصائص اللغة البشرية الطبيعية كما تمت دراستها من قبل تخصصات مثل: اللسانيات وعلم النفس اللغوي وعلم اللغة العصبي.
يحمل مصطلح "اللغة" من وجهة النظر اللغوية معنيين: الأول هو مفهوم مجرد والثاني هو نظام لغوي محدد، و مثال ذلك: اللغة الفرنسية. و قد حدد العالم اللغوي السويسري فرديناند دي سوسير- الذي وضع أسس علم اللغة المعاصر- الفرق الواضح بين ثلاثة مصطلحات: اللغة (للإشارة إلى المفهوم المجرد)، و‌اللسان (مثال محدد لنظام لغوي معين)، والكلام (الجانب الملموس لاستخدام الصوت في لغة معينة ما).
وعندما يُنْظَرُ إلى اللغة من جهة كونها مفهوما عاما، فإن التعريفات المستخدمة تركز على جوانب مختلفة من هذه الظاهرة. و تعكس هذه التعريفات مقاربات مختلفة و أفهاما متباينة للغة، كما أنها تنبئ عن نظريات لغوية مختلفة وأحيانا مُتَنَابذَة. و ترجع المناقشات حول طبيعة ونشأة اللغة إلى العصور القديمة، حيث ناقش فلاسفة يونانيون مثل جورجياس وأفلاطون العلاقة بين الكلمات والمفاهيم والواقع. فرأى جورجياس أن اللغة لا يمكن أن تمثل لا التجربة الموضوعية ولا التجربة الإنسانية؛ وبالتالي فإن التواصل والحقيقة هما أمران مستحيلان بحسبه. أما أفلاطون، فأكد أن التواصل ممكن لأن اللغة تمثل أفكارا ومفاهيم موجودة بشكل مستقل عن اللغة وسابقة عليها،،.
غدت النظريات حول أصل اللغة شائعة خلال عصر التنوير بسبب المناقشات السائدة آنداك حول أصل الإنسان، و اقترح مفكرون مثل روسو وهيردر فكرة أن اللغة نشأت من التعبير الفطري عن العواطف، وأنها كانت في الأصل أقرب إلى الموسيقى والشعر منه إلى التعبير المنطقي عن الفكر العقلاني، فيما ذهب الفلاسفة العقلانيون أمثال كانط وديكارت عكس ذلك. و مع مطلع القرن العشرين، بدأ المفكرون في بحث دور اللغة في بناء تجربتنا حول العالم. و تساءلوا عما إذا كانت اللغة تعكس ببساطة البنية الموضوعية للعالم، أم أنها تخلق مفاهيم تؤثر على تجربتنا في هذا العالم الموضوعي. وأدت هذه التأملات إلى طرح سؤال مفاده: أليست المشكلات الفلسفية هي مشكلات لغوية على وجه التحديد؟ و هكذا ظهرت من جديد فكرة أن اللغة تؤدي دورًا مهمًا في نشأة المفاهيم وتداولها، وأن دراسة الفلسفة هي دراسة اللغة أساسا، و ارتبط ذلك بما سُمِي بالمنعطف اللغوي وأيضا بالفلاسفة الذين يمثلونه، وخاصة فيتجنشتاين. وتستمر هذه النقاشات حول اللغة و علاقتها بالمعنى والإشارة، والإدراك والوعي.

## الملكة العقلية هل هي عضو أو غزيزة ؟
تصف إحدى التعريفات اللغة بأنها مَلَكة عقلية تتيح للإنسان تعلم اللغات وخلق الجمل وفهمها. و يؤكد هذا التعريف وجود اللغة لدى جميع البشر، ويبرز الأسس البيولوجية لهذه القدرة عند الإنسان، و التي نتجت عن تطور فريد للدماغ البشري. و يستند الفلاسفة والباحثون الذين يفترضون وجود ملكة لغوية فطرية لدى البشر على حقيقة أن أي طفل ذي نمو معرفي طبيعي، و نشأ في بيئة تتَدَاوَلُ فيها اللغة، يكتسبها دون تعليم نظامي. بل إن اللغات قد تتطور تلقائيًا في البيئات التي يعيش فيها الناس و يكبرون معًا، دون وجود لغة مشتركة، كما هو الحال في اللغات الكريولية ولغات الإشارة التي تطورت عفويا مثل لغة الإشارة النيكاراغوية. و من هذا المنظور، الذي يعود إلى فلسفة كانط وديكارت، تعتبر اللغة فطرية إلى حد كبير. و يتفق تشومسكي مع هذا الطرح، و هو الذي طوّر نظرية القواعد الكلية حول هذا المفهوم، وكذلك الفيلسوف جيري فودور الذي طوّر نظرية فطرية متطرفة. وتُستخدم غالبًا ما هذه الأنواع من التعريفات في مجال العلوم المعرفية و‌اللسانيات العصبية،.

## النظام الرمزي الشكلي
يُنظر إلى اللغة في تعريف آخر، من زاوية اعتبارها نظاما شكليا للرموز يحكمه عدد من القواعد النحوية التي تنقل المعنى. و يركز هذا التعريف على حقيقة أن اللغات البشرية يمكن وصفها بأنها أنظمة هيكلية مغلقة تتكون من قواعد تربط رُموزًا معينة بمعانٍ محددة، و تم تقديم هذا النهج البنيوي لأول مرة من قبل فرديناند دي سوسير، والذي تظل بنيويته أساسًا للعديد من المقاربات المعاصرة للغات.

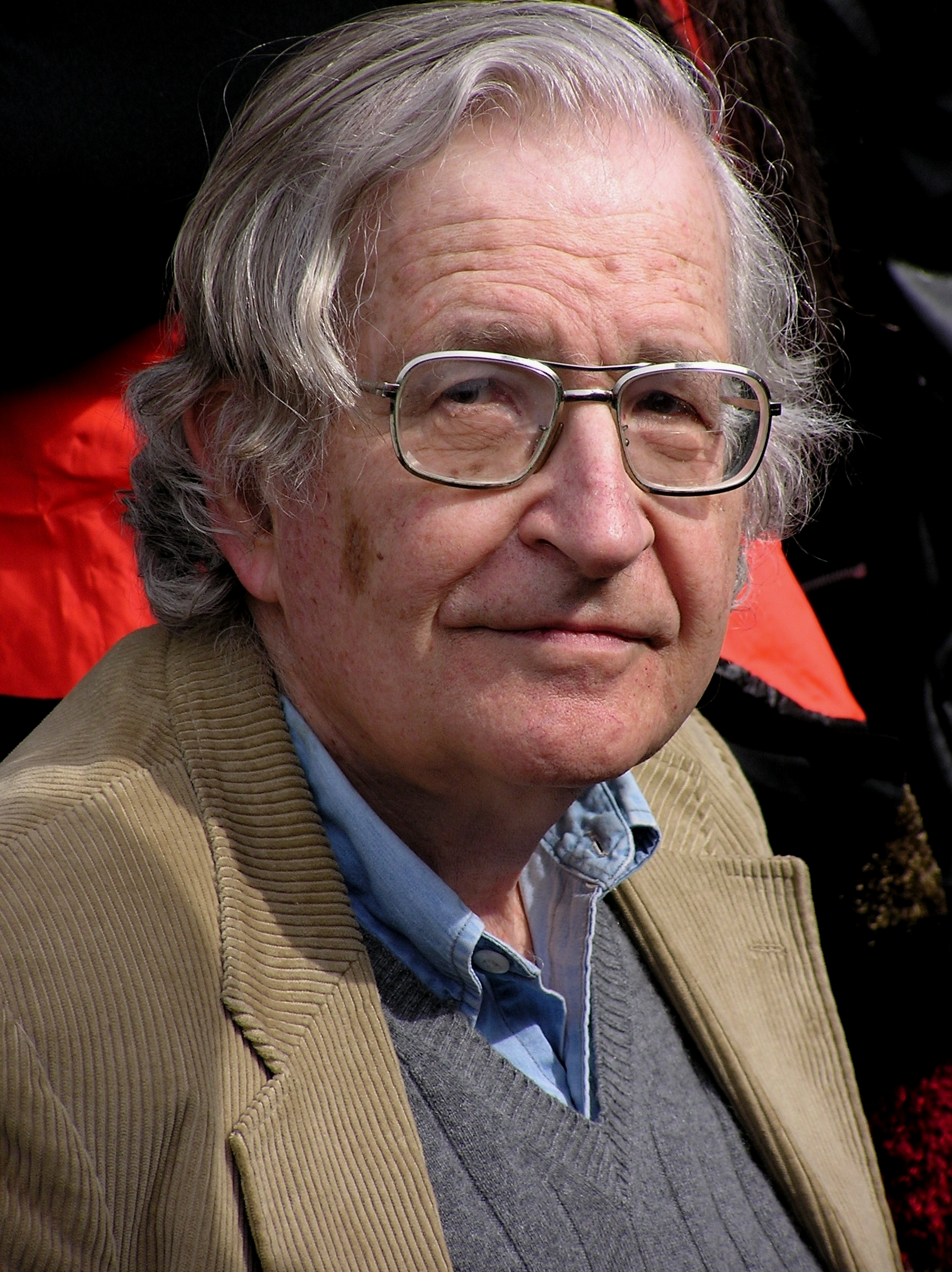
نعوم تشومسكي واحد من أهم منظّري علم اللسانيات في القرن العشرين

دافع بعض أنصار أفكار سوسير حول اللغة عن مقاربة شكلية تدرس بنية اللغة بدءًا من تحديد عناصرها الأساسية. و حاولت هذه الدراسة بعد ذلك وصف القواعد التي تتركب وفقها هذه العناصر لتشكيل الكلمات والجمل. و روج هذه النظرية بشكل رئيسي نعوم تشومسكي، مؤلف نظرية النحو التوليدي والتحويلي، والذي عَرَّفَ اللغة على أنها : بناء جمل يتم توليدها باستخدام قواعد نحوية تحويلية. و يعتقد تشومسكي أن هذه القواعد هي سمة فطرية للعقل البشري وتشكل أساسيات لماهية اللغة. و من ناحية أخرى، تُستخدم هذه القواعد النحوية التحويلية أيضًا بشكل شائع لتقديم تعريفات شكلية للغة يتم استخدامها عَادةً في المنطق الصوري، وفي النظريات الشكلية للنحو، وفي اللسانيات الحاسوبية التطبيقية، و في فلسفة اللغة، يتصور فلاسفة أمثال ألفريد تارسكي و‌برتراند راسل وغيرهم من المناطقة الصوريين المعنى اللغوي على أنه يَكْمُنُ في العلاقات المنطقية بين القضايا والواقع.

## أداة التواصل
يركز تعريف آخر للغة على كونها نظاما للتواصل يسمح للبشر بتبادل العبارات اللفظية أو الرمزية. ويؤكد هذا التعريف على الوظائف الاجتماعية للغة وحقيقة أن البشر يستخدمونها للتعبير عن أنفسهم و التعامل مع الأشياء في بيئتهم. و تشرح النظريات الوظيفية للنحو البنى النحوية من خلال وظائفها التواصلية. فهي تنظر إلى البنيات النحوية للغة على أنها نتيجة لعملية تكيف تم من خلالها تطوير قواعد «مصممة خصيصًا» لتلبية احتياجات التواصل لمن يستخدمها،.
يرتبط هذا المنظور بدراسة اللغة في مجالات التداولية، والمعرفية، وعلم الاجتماع اللغوي، و‌اللسانيات الأنثروبولوجيا و تميل النظريات الوظيفية إلى دراسة النحو كظاهرة ديناميكية، حيث تتطور البنيات باستمرار تبعا لاستخدام المتحدثين. و من ثم، يعطي هذا الرأي أهمية كبيرة لدراسة التصنيف اللغوي، أي تصنيف اللغات وفقا لخصائصها البنيوية، لأن العمليات النحوية تميل إلى اتباع مسارات تعتمد جزئيًا على هذا التصنيف. و في فلسفة اللغة، غالبًا ما يتم ربط فكرة: أن التداولية هي جوهر اللغة وبهذا المعنى هي ترتبط بالأعمال المتأخرة لفيتجنشتاين، وبالفلاسفة أمثال ج. ل. أوستن، بول جرايس، جون سيرل،و‌ يلارد فان أورمان كواين.

## الوضع الفريد للغة البشرية
تمتلك اللغة البشرية خصائص فريدة إذا قارناها بصور أخرى من التواصل الحيواني. فإذا كانت حيوانات أخرى مثل النحل أو القردة تستخدم أنظمة للتواصل فإنها تظل أنظمة مغلقة تتكون من عدد محدود من التصورات التي يمكن التعبير عنها,.

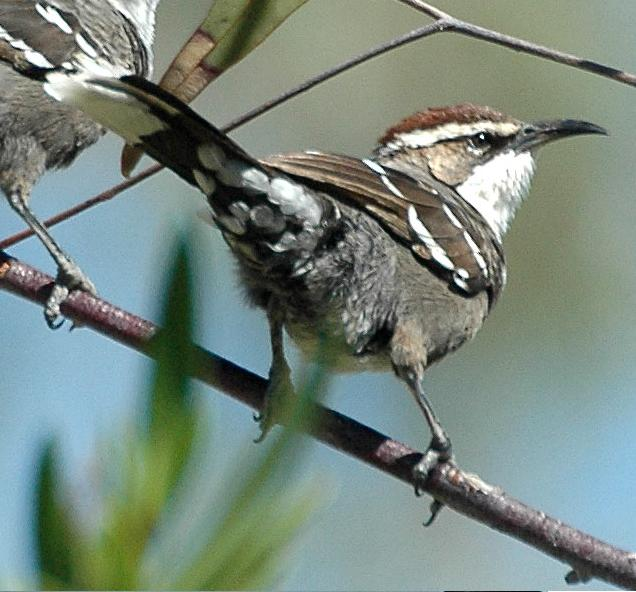
البوماتوستوم ذو القلنسوة البنية

اللغة البشرية منفتحة ومنتجة، حيث أنها تسمح للبشر بخلق  مجموعة واسعة من الجمل من تشكيلة محدودة العناصر وإنشاء كلمات وجمل جديدة. و يمكن تفسير هذه الظاهرة من خلال حقيقة أن اللغة البشرية تعتمد على ترميز مزدوج، حيث يمكن دمج مجموعة من العناصر مثل الأصوات أوالحروف أو الإيماءات لتكوين وحدات جديدة ذات معنى مثل الكلمات والجمل. ففي عام 1961، لاحظ لأول مرة أندريه مارتينيه ما أسماه التمفصل المزدوج للغة، والذي يميز اللغة البشرية من خلال إبراز المرونة الكبيرة لتراكيبها. وبالنسبة لأندريه مارتن، "التمفصل الأول هو الطريقة التي يتم بها تنظيم التجربة المشتركة بين جميع أعضاء مجتمع لغوي معين"، في حين أن التمفصل الثاني هو "الشكل الصوتي"، ويمكن مقاربته على أساس أنه "تسلسل وحدات" صوتية.

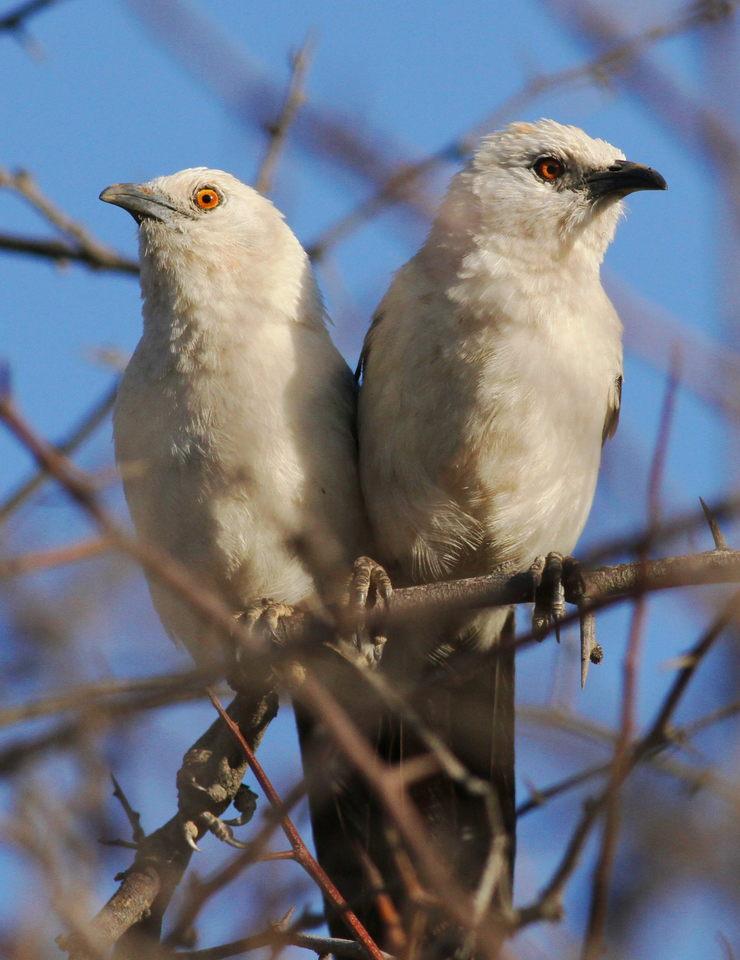
طائر الكراتيروب ذو اللونين (Turdoides bicolor) من جنوب إفريقيا.

ومع ذلك، كشفت دراسة أن طائرا أستراليا، و يعرف ب: البوماتوستوم ذو القلنسوة البنية (Pomatostomus ruficeps)، قادرعلى استخدام عناصر صوتية متشابهة بتنسيقات مختلفة لإنشاء نداءين مختلفين وظيفيا. بالإضافة إلى ذلك، تم اكتشاف أن  طائر الكراتيروب ذو  اللونين (Turdoides bicolor) قادر على توليد نداءين مختلفتين يتكونان من نفس النوع من الأصوت، والذي لا يمكن التمييز بينهما إلا من خلال عدد من العناصر المتكررة.
ومع ذلك، بينت دراسة أن طائرا من أستراليا و هو طائر  البوماتوستوم ذي القلنسوة البنية   (Pomatostomus ruficeps)، قادر على استخدام عناصر صوتية متشابهة في ترتيبات مختلفة لإنشاء نداءين صوتيين لهما  وظائف متمايزة. علاوة على ذلك، تم توثيق قدرة طائر التردوئيدي ذي اللونين (Turdoides bicolor) على توليد نداءين صوتيين  مختلفتين مكونين من نفس النوع من الصوت، والذي لا يمكن التمييز بينهما سوى من خلال عدد العناصر المكررة.
لقد أظهرت العديد من أنواع الحيوانات أيضاً قدرتها على اكتساب أشكال من التواصل انطلاقا من  التعلم الاجتماعي: على سبيل المثال، تعلم قرد البونوبو كانزي  التعبير عن نفسه باستخدام مجموعة من الرموز الدلالية. وبالمثل، فإن أنوعا من  الطيور تتعلم تغريدها وأنواع من الحيتان تتعلم أصواتها من خلال تقليد أفراد نوعها الآخرين. ومع ذلك، على الرغم من أن بعض الحيوانات قد تتعلم عدداً كبيراً من الكلمات والرموز، إلا أن أياً منها لا يصل إلى  امتلاك  قدرةٍ على تعلم الإشارات مثل  قدرة طفل عمره أربعة أعوام، كما أنها لا تستطع تعلم قواعد نحوية معقدة تضاهي تلك الموجودة في اللغة البشرية,.
تختلف اللغات البشرية أيضًا عن أنظمة التواصل الحيواني من حيث أنها توظف فئات نحوية ودلالية من قبيل  الأسماء والأفعال، و أزمنة  المضارع والماضي، والتي تُستخدم للتعبير عن معان تتعقد باضطراد. كما أن خاصية التكرارية (récursivité)  فريدة أيضا في اللغة البشرية: فعلى سبيل المثال، يمكن أن تحتوي المجموعة  الاسمية على مركب  اسمي أخر كما في: [فم ]الشمبانزي] أو يمكن لجملة أن تحتوي على جملة أخرى كما في: [أرى]الكلب الذي يركض،. كما أن اللغة البشرية هي النظام الطبيعي الوحيد المعروف الذي يمكن وصف قابليته للتكيف بأنه مستقل عن الوسيلة. وهذا معناه أنه يمكن استعمالها  ليس فقط للتواصل من خلال قناة أو وسيط واحد، ولكن أيضًا من خلال عدة قنوات. على سبيل المثال، تستخدم اللغة المنطوقة الوسيلة السمعية، بينما تستعمل لغات الإشارة والكتابة الوسيلة البصرية، و يعتمد نظام  برايل الوسيلة اللمسية .
تتفرد اللغة البشرية أيضًا بقدرتها على الإشارة إلى المفاهيم  المجردة، والأحداث خيالية أو الافتراضية، وكذلك الوقائع التي حدثت في الماضي أو يمكن أن تقع  في المستقبل . تسمى هذه القدرة  على الإشارة إلى أحداث ليست  في نفس الزمان   أو المكان  الذي يتحدث به صاحب الكلام ب الانزياح . و على الرغم من أن بعض الحيوانات يمكن أن تستخدم الانزياح في تواصلها (مثل النحل الذي يمكنه التوصيل حول  مواقع مصادر الرحيق التي تكون خارج نطاق  الرؤية)، إلا أن الانزياح المستخدم  في اللغة البشرية يعتبر  فريدا من حيث تعقيده.

## وظائف اللغة

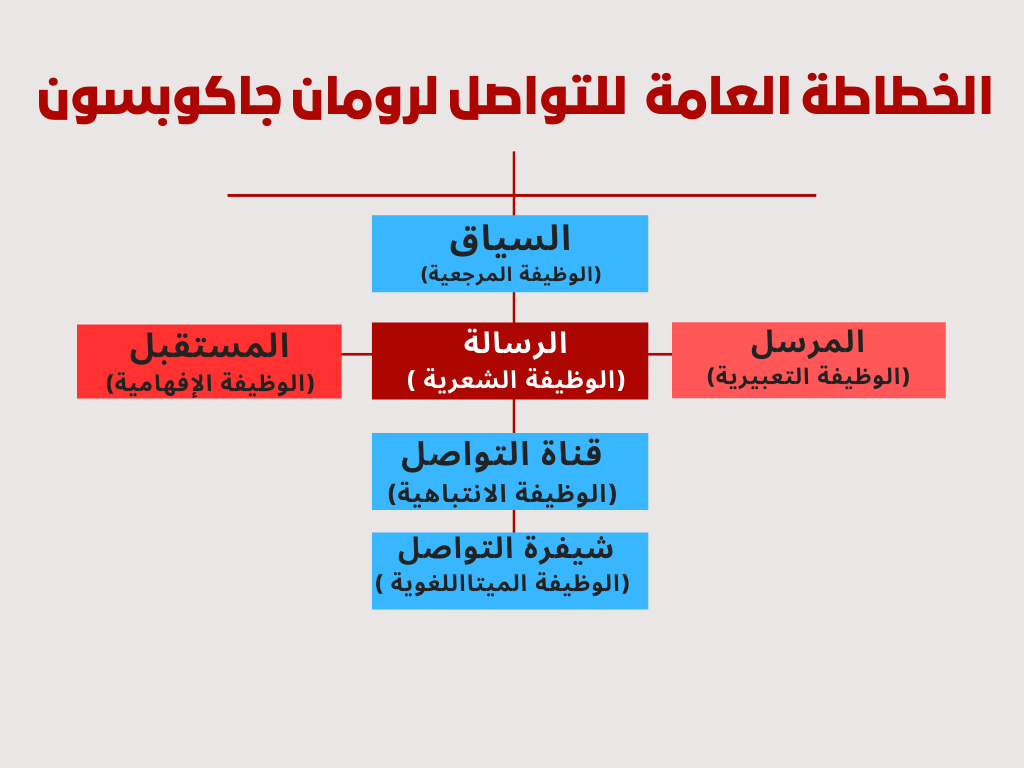
الخطاطة العامة للتواصل لرومان جاكوبسون

يرى بعض اللغويين أنه من الأهمية فهم الوظيفة الأساسية للغة، أي جانبها الفعّال. و يصف كتاب  "القواعد النحوية  لبورتو رويال "المنشور عام 1660، اللغة كوسيلة للتواصل بين البشر لنقل أفكارهم، مضيفاً أن للغة وظيفة تمثيلية إذ عليها أن تشكل صورة للفكر لتمكين هذا التواصل .و يعتبر الفيلسوف الألماني فيلهلم فون هومبولت أن الوظيفة الأساسية للغة ليست هي التواصل، بل تمثيل الفكر. واستناداً إلى أعماله، عمّق عالم النفس ومنظّر اللغة كارل بوهلر الجوانب الفعّالة للغة وحاول التوفيق بينها وبين لسانيات سوسير (انظر علم اللغة البنيوي) التي تطورت من  بداية القرن العشرين. و يتضمن نشاط الكلام متكلما  ورسالة ومتلقياً. في هذا النموذج، تؤدي اللغة ثلاث وظائف: وظيفة التمثيل (المحتوى المُبلغ عنه)، ووظيفة النداء (تجاه المتلقي)، ووظيفة التعبير (للمتحدث الذي يعبر عن مواقفه، النفسية أو الأخلاقية). وأكمل اللغوي رومان جاكوبسون هذا المخطط، مستلهما  الوظائف الثلاث التي وصفها بوهلر (وأعاد تسميتها بالوظيفة المرجعية والإفهامية والتعبيرية) مضيفاً إليها ثلاث وظائف أخرى: الما فوق لغوية (الإشارة إلى شفرة اللغة في الملفوظ)، والشعرية (الملفوظ باعتباره غاية في حد ذاته)، والانتباهية (الجهد المبذول للحفاظ على الاتصال مع المتحدث).

## التخصصات

### علم اللسانيات
أصبحت دراسة اللغة: اللسانيات علما مع ظهور أولى التوصيفات للغات النوعية في الهند ، منذ حوالي 2000 عام، وذلك بعد تطور الكتابة البراهمية . وعلم اللسانيات الحديث هو علم يهتم بجميع جوانب اللسان  واللغات، من خلال فحصها من  زوايا متعددة.
تعدّ اللغة موضوعا  للدراسة العلمية أو الأكاديمية في العديد من التخصصات، ويتم تناولها من زوايا نظرية شتى ، و تسمح جميعها ببناء المقاربات الحديثة لعلم اللسانيات. على سبيل المثال، تدرس اللسانيات الوصفية  قواعد اللغات الفريدة. و  تُطوّر اللسانيات النظرية  نظريات حول أفضل طريقة لفهم وتعريف طبيعة اللغة بناءً على البيانات المجمعة من مختلف اللغات البشرية الموجودة. و تدرس السانيات الاجتماعية  كيفية استخدام اللغات لمقاصد  اجتماعية، مما يثري  دراسة الوظائف الاجتماعية للغة ووصف البنيات النحوية  .  و تبحث  السانيات العصبية  كيفيات معالجة اللغة من طرف الدماغ البشري ، مما يتيح باختبار النظريات تجريبياً. و تعتمد اللسانيات الحاسوبية  على اللسانيات النظرية والوصفية، لبناء نماذج حاسوبية للغات والتي تهدف غالبا إلى  تحليل اللغة الطبيعية واختبار الفرضيات اللغوية. وتعتمد اللسانيات التاريخية على الأوصاف النحوية و المعجمية للغات لتتبع تاريخها الفردي وإعادة بناء أشجار عائلات اللغات باستخدام مناهج مُقارنة.

### فلسفة اللغة
اعتنت الفلسفة باللغة منذ عهد أفلاطون وأرسطو، و وفقا لأرسطو تستطيع الحيوانات التعبير عن شعورها باللذة أو الألم، لأنهما إحساسان، و لكن لا تسطيع التعبير عن العدل أو الظلم، كونهما فكرتان (وهذا هو السبب في أن الإنسان، والإنسان وحده ، هو "حيوان سياسي")،  أما أفلاطون فرأى ان التفكير "حوار الروح مع ذاتها ". و يرى ديكارت ، أن اللغة وحدها (في شكل كلمات منطوقة  أو أي نظام علامات مكافئ ) قادرة على صياغة الأفكار ونقلها إلى الآخرين, و بالنسبة للفيلسوف الفرنسي، فإن الإنسان، و من خلال اللغة، "يعبر عن أفكاره بحرية دون أن تتحكم فيه المؤثرات الخارجية"». و شرح فلاسفة آخرون (توماس هوبز ، جان جاك روسو ، أو حديثا جول جيليرون) أسباب هذا الارتباط المميز بين الفكر واللغة ): فليست اللغة مجرد تعبير عن الفكر فقط ؛ بل هي أداته و  نقطة انطلاقه،،

### التحليل النفسي
تشغل اللغة مكانًا مهمًا في التحليل النفسي ويعزى ذلك إلى العلاقة الوثيقة بين اللغة والفكر. ففي العلاج بالتحليل النفسي  تُعطى الأولوية لـ "كلام" المريض الذي يُصغي إليه المحلل.  وفي كتابه  مدخل إلى التحليل النفسي ، يشير  سيغموند فرويد إلى أي مدى يمكن أن تتأثر الحالة العاطفية للفرد بفعل كلمات ينطقها المحبوب أو رئيس العمل. و يؤكد أيضًا، في كنابه  علم النفس المرضي للحياة اليومية ، أن الأخطاء اللغوية ، مثل زلات اللسان ، ليست وليدة الصدفة ، بل هي تجليات اللاوعي أو الرغبات اللاواعية . و في كتابه  تأويل  الأحلام (1900)، يظهر من خلال عمل  الأحلام أن الكلمات يمكن معالجتها كأشياء ، كما هو الحال في "الذهان" العابر ، فكما أن في "الفصام" تُعالج تمثلات الكلمات نفسها كتمثلات للأشياء ما يُعرف ب" العملية الأولية"،  كذلك في حالة الحلم "تخضع العبارات التي قيلت في حالة اليقظة لعمليات التكثيف والإزاحة تماماً مثل تمثلات الأشياء».
مع إدخال مفهوم الدال ،قام جاك لاكان بتوضيح ووضع إطار لوظيفة "اللغة"  ضمن نظريته الخاصة، وذلك من منظور بنيوي. وقد استعار"لاكان" أعمال فرديناند دي سوسير حول الدال والمدلول، ولكنه قلب العلاقة بينهما: فأكد أن الدال  يسبق المدلول أهميةً من وجهة النظر النفسية، وبالنسبة إلى"لاكان" فإن الطفل ينغمس منذ ولادته في اللغة و الصور الصوتية (الدلالات)، التي لا يدرك معناها مباشرة، ولكنها تشكل بنيته النفسية . وقد لخص "لاكان"ذلك قائلا": " اللاوعي مُنظم كبنية لغوية ". وقد تعرضت هذه الأطروحة إلى النقد من قبل مؤلفين آخرين، ومن بينهم الفيلسوف و المحلل النفسي جان لابلانش.

### علم النفس
يشمل علم النفس على العديد من التخصصات التي تُعنى بدراسة اللغة البشرية، حيث تختلف أهدافها و مناهجها على النحو التالي:
- علم النفس اللغوي هو التخصص العلمي الذي يهتم بالعمليات الذهنية التي تتيح استخدام اللغة بغض النظر عن شكلها.[50] وقد ظهر هذا التخصص  بين عامي 1951 و1964، وهو تاريخ أول مؤلف  حول هذا الموضوع.[51] يمكن تعريف علم النفس اللغوي بأنه «دراسة عمليات إنتاج واستقبال الكلمات في أشكالها ومعانيها وبنيتها النحوية لدى الإنسان البالغ السليم».[51]
- إن علم النفس المعرفي للغة هو نظام قريب جدًا من علم اللغة النفسي حتى أن بعض المؤلفين لا يميزون بينهما. ومع ذلك، يميز بعضهم بين هذين التخصصين من حيث  كون علم النفس اللغوي هو نواة  علم النفس المعرفي للغة، ويشير مصطلح علم النفس المعرفي للغة بعد ذلك إلى موضوعات بحثية تعتبر أكثر هامشية مثل: اكتساب اللغة، أمراض اللغة (انظر اضطراب اللغة )، الأسس العصبية للغة وأبعادها النصية
- علم النفس السمعي هو الدراسة العلمية لخصائص الأصوات، والتي تشمل السمع البشري والتعرف على الفونيمات. و يدرس علم نفس النمو:  اكتساب اللغة من الفترة المحيطة بالولادة إلى مرحلة البلوغ، بالإضافة إلى تعلم الكتابة.[52]
- التفاعلات الاجتماعية الخطابية هو تيار نظري في علم نفس اللغة يسعى إلى فهم الدور التأسيسي للغة في التطور البشري.

أدت التطورات التكنولوجية دورًا هاما في التقدم العلمي لهذه التخصصات حيث أتاحت وصف العمليات المعرفية المعنية بدقة متزايدة. و على سبيل المثال، سمحت التطورات في قياس حركة العين (oculométrie)  بدراسة التثبيتات والحركات السريعة للعين  أثناء القراءة. كما أن تطور تقنيات التصوير الدماغي تمّ اعتماده أيضًا في علم النفس المعرفي ، إلى درجة   أن تخصص علم النفس المعرفي "قد يندمج" مع العلوم العصبية المعرفية، بالنظر إلى العلاقات الوثيثة  بشكل متزايد بين التخصصين.

## علم الأعصاب وعلم الحُبسة وعلم الأعصاب المعرفي
وهكذا تم دمج الأساليب والتطورات العلمية المنبثقة من علوم الأعصاب في العلوم المعرفية واللسانيات في تخصص اللسانيات العصبية  , وعلم النفس العصبي اللغوي  أو وعلم النفس العصبي اللغوي المعرفي. اللسانيات العصبية هو مجال متعدد التخصصات ينبع من علم الأعصاب وعلم الحُبسة  في القرن التاسع عشر . ويمكن تعريفها بأنها «دراسة العلاقات بين اللغة والدماغ» ( study of language-brain relationships ). و منذ القرن التاسع عشر ، قام الأطباء بإجراء ملاحظات سريرية على المرضى الذين يعانون من اضطرابات اللغة، على وجه الخصوص فقدان القدرة على الكلام (الحُبسة)، واستنتجوا منها نظريات حول الأسس البيولوجية للغة.
في القرن العشرين، أكملت تقنيات التصوير الدماغي هذه المقاربات السريرية الأولى. حيث أتاحت  ربط الأعراض التي لُوحِظت سريريًا مثل أعراض فقدان القدرة على الكلام (الحُبسة)   بالآفات الدماغية  التي تم رصدها باستخدام تقنيات مثل الجهود المستثارة الجهود المُسْتثارة potentiels évoqués  وتقنيات التصوير المقطعي بالإصدار البوزيتروني ، والتصوير المقطعي بالإصدار الفوتوني المفرد (TEMP scans) ، وقد تم استكمال الدراسات على المرضى بدراسات على أشخاص لا يعانون من أمراض،، حيث سمح التصوير الدماغي أيضا بملاحظة التغيرات الأيضية والفسيولوجية في الدماغ أثناء استخدام اللغة.

## الأدب
يعود تاريخ الأدب ودراسة الأدب إلى العصور القديمة. منذ تلك العصور  ، تمت دراسة إنتاج  اللغة المكتوبة بشكل أساسي من ثلاثة جوانب: الشعرية، التي استهلها  أرسطو و تهتم بالبعد الفني للغة. و البلاغة التي تعتني بالإمكانات المستخدمة  لإنتاج خطاب فعال، و تروم  تحسين فن الخطابة المستخدم على نطاق واسع في الحياة العامة. و الهرمنيوطيقا هي تخصص  يهتم بتفسير النصوص المكتوبة،  بداية من النصوص الدينية أو المقدسة، إلى  النصوص الدنيوية أيضًا. و في عصر النهضة،  تم استبدال الهرمنيوطيقا تدريجياً بالفيلولوجيا (فقه اللغة)، و الفيلولوجيا الحديثة هي:
"فن تأويلي يستخدم  لفهم النصوص ، حيث يُعرَّف هذا الفهم بأنه إعادة بناء المعنى المقصود، أي المعنى الذي أراده المؤلف من النصوص." أوسوالد دوكرو، 1995
يميز م. ه. أبرامز أربعة جوانب للتحليل الأدبي، ، بناءً على ما إذا كان التركيز ينصب على الكاتب، أو العمل المُنجَز ، أو الواقع الذي يشير إليه  العمل، أو الجمهور. وتتمثل هذه الجوانب على التوالي  في النظريات التعبيرية، والموضوعية (التي تشمل  الشعرية)، والمحاكاتية (المرتبطة بالهرمنيوطيقا)، والتداولية (بما في ذلك البلاغة). و قد تطورت النظريات التعبيرية بشكل خاص منذ العصر الرومانسي.

## تشريح فهم الكلام وإنتاجه
الكلام المنطوق هو الشكل الأساسي للغة في جميع الثقافات، ويعتمد استقباله على الجهاز السمعي . و يتطلب إنتاج اللغة المنطوقة قدرات متقدمة للتحكم بالشفاه واللسان (العضو) ومكونات أخرى من الجهاز الصوتي، كما يتطلب القدرة على فك الشفرة الصوتية لأصوات الكلام ، و أيضا توفر الجهاز العصبي اللازم لاكتساب اللغة وإنتاجها  . في عام 2014، كانت دراسة الأسس الجينية للغة البشرية لاتزال  في مرحلة مبكرة، و كان الجين الوحيد المعروف بوضوح بتدخله في إنتاج اللغة هو FOXP2 ، حيث يمكن أن يؤدي وجود طفرات  فيه إلى نوع من اضطرابات اللغة الخلقية .

### الجهاز العصبي المركزي

المناطق المتدخلة في إنتاج وفهم اللغة: التلفيف الزاوي باللون البرتقالي، التلفيف فوق الهامشي باللون الأصفر، منطقة بروكا باللون الأزرق، منطقة فيرنيكه باللون الأخضر و القشرة السمعية الأولية باللون الوردي.

الدماغ هو مركز تنسيق جميع الأنشطة اللغوية. فهو يتحكم في كل من إنتاجات الإدراك والمعنى اللغوييين، زيادة على  آليات إنتاج الكلام. و لا تزال معرفتنا  بالأسس العصبية للغة  قاصرة نسبيا. ومع ذلك، فقد تطورت هذه المعرفة بشكل هائل منذ استخدام تقنيات التصوير الحديثة. و يُعرف التخصص في اللسانيات الموجه لدراسة الجوانب العصبية للغة باسم اللسانيات العصبي.
وقد ركزت الأعمال الأولى في اللسانيات العصبية على دراسة اللغة لدى المرضى الذين عانوا من سكتة دماغية، وأحيانًا لدى المرضى الذين خضعوا لعملية جراحية أو عانوا من التهابات أو حوادث أو أورام دماغي، و مع التقدم التكنولوجي في أواخر  القرن العشرين، ساهم التصوير بالرنين المغناطيسي الوظيفي (MFRI) و القياسات الكهرو فيزيولوجية  في فهم أفضل للعمليات اللغوية لدى الأشخاص غير المصابين بأي عجز.
تتم المعالجة اللغوية في نصف  الدماغ الأيسر عند الغالبية العظمى من الأشخاص، ، سواء كان شخصا أيمن  أو أعسر  . فبالنسبة لمستخدمي اليد اليمنى، فقط 4% منهم تتم معالجة اللغة في نصف الدماغ الأيمن ، وترتفع هذه النسبة لكنها تظل منخفضة عند الأشخاص الذين يستخدمون كلتا اليدين بنفس المهارة (15٪) والأشخاص الذين يستعملون اليد اليسرى (27٪). و يؤدي  نصف الدماغ  الأيمن دورًا أقل أهمية في معالجة اللغة، ولكنه مع ذلك يشارك في فهم بعض المعلومات وتنظيمها (على سبيل المثال أثناء النشاط السردي) 
تقع منطقة بروكا في الجزء الخلفي من الفص الجبهي السفلي للنصف  الايسر من الدماغ . غالباً ما يصاب الأشخاص الذين يعانون من تلف هذه المنطقة من الدماغ (ولكن ليس دائماً) بالحبسة التعبيرية التي اكتشفها بول بروكا سنة  1861. و يعرف الأشخاص المصابون بحبسة  بروكا ما يريدون قوله، ولكنهم يواجهون  صعوبات  جمة  في التحدث. مع أن   قدرتهم على فهم اللغة جيدة نسبيًا. و قد  يعانون مشاكل في الطلاقة، و النطق ، و صعوبات  في إيجاد الكلمات، وتكرارها، ومشاكل في إنتاج وفهم الجمل المعقدة نحويا ، سواء شفهيًا أو كتابيًا. كما  تتأثر بشكل خاص القواعد النحوية والمعلومات التركيبية.
أظهرت الأبحاث التي أجريت العقد الأول و الثاني من القرن الحادي والعشرين أن التلف في  منطقة بروكا لا يؤدي بالضرورة إلى اضطرابات لغوية من نوع الحبسة الكلامية, فقد لوحظ أن الحبسة الكلامية في منطقة بروكا تظهر فقط عندما تتضرر مناطق أخرى أيضا بالإضافة إلى منطقة بروكا، هناك مناطق أخرى تشارك في إنتاج اللغة، مثل: الجزيرة الدماغية, والمناطق المحيطة بمنطقة بروكا في الفص الجبهي،إضافة إلى شبكات المادة البيضاء المرتبطة بهذه المناطق، كما أن إصابات العقد القاعدية، وخاصة رأس  النواة المذنبة ، يمكن أن يؤدي إلى الحُبسة تشبه حُبسة بروكا. علاوة على ذلك ، أصبح من المعروف أنه من الممكن استخدام لغة صحيحة نحوياً (أو شبه صحيحة) في حالة غياب منطقة بروكا في الدماغ. حيث  يبدو أن هذه المنطقة مكرسة بشكل أساسي للوظائف المعرفية العليا للغة ، وليس لجميع جوانب اللغة (الحركية، التركيبية).
تقع منطقة فيرنيكه في الجزء الخلفي من الفص الصدغي العلوي، في نصف الكرة المخية المهيمن . و يتعرض الأشخاص الذين يعانون من تلف في هذه المنطقة من الدماغ إلى الحبسة الاستقبالية  التي تتجلى في  اضطراب كبير في فهم اللغة، مع الحفاظ على إيقاع كلام يبدو طبيعياً و تراكيب جملية  سليمة  نسبيًا . و كما هو الحال  مع منطقة بروكا، ساهم التقدم التكنولوجي في تحسين فهم  حبسة فيرنيكه والمنطقة الدماغية التي تحمل الاسم نفسه. و تتأثر عدة قدرات معرفية: مثل التعرف على الكلمات المنطوقة (و تعرف  أيضًا ب الصمم اللفظي)، وفهم معاني الكلمات، والقدرة على تحويل الأفكار إلى كلمات  .
تؤثر الحبسة التعبيرية والاستقبالية أيضًا على استخدام لغة الإشارة، بشكل مماثل لتأثيرها على الكلام المنطوق . و تسبب الحبسة التعبيرية إنتاجا  بطيئا للإشارات مليئة بالأخطاء النحوية، بينما في الحبسة  الاستقبالية يبدو المريض طليقاً في استخدام الإشارات لكنها تفتقر للمعنى عند المشاهدين ، وتواجه الشخص المصاب صعوبة في فهم إشارات الآخرين. وبالتالي، هذا يؤكد أن الخلل يؤثر تحديداً على القدرات اللغوية، وليس على الوظائف الفسيولوجية المسؤولة عن إنتاج الكلام  , .

## الجهاز النطقي

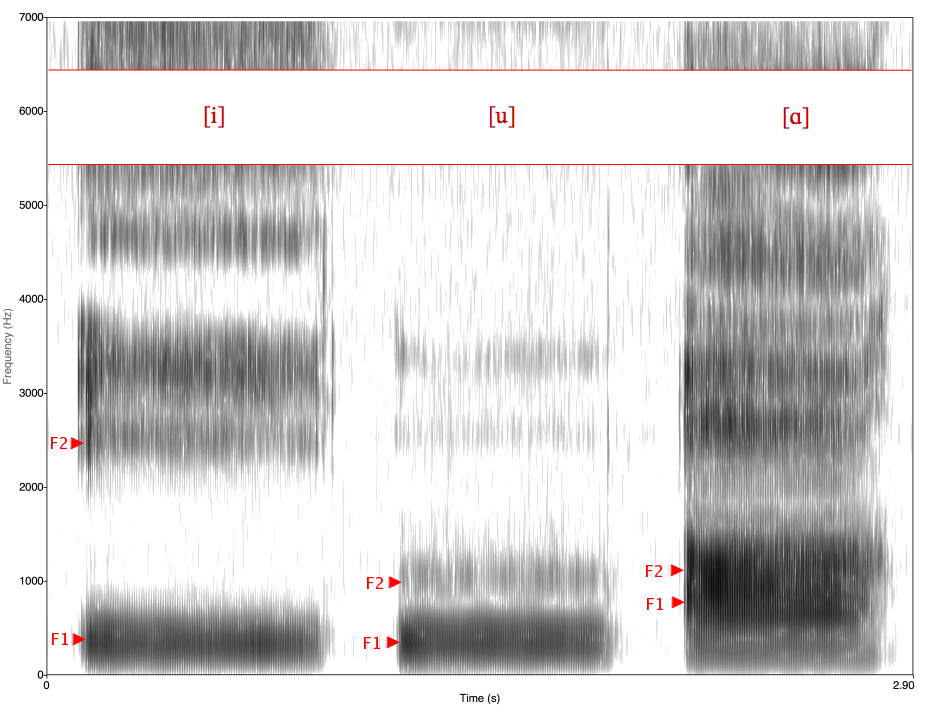
يمكن المخطط الطيفي (السبكتروغرام) بمقارنة ودراسة خصائص الأصوات المختلفة للصوت البشري.

يعتمد الكلام على القدرة العضوية  للإنسان في إنتاج الأصوات، وهي موجات طولية تنتشر في الهواء بتردد قادر على إحداث اهتزاز في طبلة الأذن. و تتأسس هذه القدرة على الفسيولوجيا البشرية لأعضاء النطق. وتتكون هذه الأعضاء من الرئتين، والصندوق الصوتي (الحنجرة)، والجزء العلوي من الجهاز الصوتي – و تضم الحلق والفم والأنف. و من خلال التحكم في الأجزاء المختلفة من الجهاز الصوتي، تتم معالجة تدفق الهواء لإنتاج الأصوات المختلفة للكلام.
يمكن تحليل صوت الذي يصدر عند الكلام; و تقسيمه  إلى مزيج من الوحدات المنفصلة (المقاطع) والوحدات فوق المقطعية. و العناصر المقطعية هي تلك التي تتبع بعضها البعض على شكل تسلسلي . و في العادة  يتم تمثيلها بالحروف في الكتابات الأبجدية، كما هو الشأن  في الكتابة اللاتينية. و أثناء الإنتاج اللغوي الطبيعي، لا توجد حدود واضحة بين مقطع والمقطع الذي يليه، ولا وقفات مسموعة بين الكلمات. و من ثم ، تتميز المقاطع بأصواتها المميزة التي تنتج عن اختلاف نطقها، ويمكن أن تكون إما حروف علة أو حروف ساكنة. و تشمل الظواهر فوق المقطعية عناصر مثل النبر، ونوع التصويت، والصوت، والنغمة، والتنغيم أو اللحن، والتي يمكن أن يكون لها جميعا تأثيرات على مجموعات من المقاطع. وتتحد الحروف الساكنة وحروف العلة لتشكيل مقاطع لفظية، والتي بدورها تتحد لتشكيل العبارات اللغوية. ويمكن التمييز بين هذه العبارات من منظور فيزيولوجي من خلال المسافة الزمنية بين عمليتي شهيق متتاليتين. و من الناحية الصوتية، تتميز هذه المقاطع بهياكل مختلفة، تُعرف بالمكونات الصوتية (formants)، والتي تظهر بوضوح في الطيف الصوتي الناتج عن تسجيل الموجة الصوتية (انظر الرسم التوضيحي على اليمين لمخطط طيفي يوضح  بنية المكونات الصوتية لثلاثة أحرف علة إنجليزية). المكونات الصوتية هي سعة القمم في الطيف الترددي للصوت,.

جهاز نطق الأصوات: الشفتان (1 و2)، الأسنان (3)، الحافة السنخية (4)، الحنك (الجزء الصلب، 5 و6)، الحنك الرخو (الجزء اللين، 7)، اللهاة (الجزء المركزي، 8)، والحنجرة (11) التي تفتح على الأحبال الصوتية.

تُعرّف الحروف الصوتية (حروف العلة) بأنها أصوات لا تصاحبها احتكاكات مسموعة ناتجة عن تضييق أو انسداد في أي جزء من الجهاز الصوتي العلوي. وتختلف هذه الأصوات تبعا لدرجة انفتاح الشفتين وموضع اللسان داخل تجويف الفم. وتصنف حروف العلة إلى حروف مغلقة أو حروف مفتوحة. فالحرف الصوتي المغلق يُنتج عندما تكون الشفتان في وضع شبه مقفل، كما في نطق الصوت [i] في الكلمة الفرنسية "il" (هو). أما الحرف الصوتي المفتوح فيُنتج مع فتح الشفتين نسبياً، مثل الصوت [a] في الكلمة الفرنسية "as" وإذا كان اللسان متموضعا في الجزء الخلفي من الفم ، فإن نوعية الصوت تتغير وتُنتج حرفا صوتيا آخر، مثل الصوت [u] في الكلمة الفرنسية "où" . كما تتغير نوعية الصوت أيضاً بحسب ما إذا كانت الشفتان مستديرتين أم غير مستديرتين، مما يخلق فروقا مثل تلك الموجودة بين [i] الحرف الصوتي الأول غير المستدير كما في الكلمة الفرنسية "il") و[y] (الحرف الصوتي المستدير كما في الكلمة الفرنسية "tu" أو الحرف الصوتي المستدير الأول في الكلمة الألمانية "ü".
"الحروف الساكنة هي تلك الأصوات التي تحدث احتكاكا أو إغلاقا مسموعاً في لحظة معينة في الجزء العلوي من الجهاز الصوتي. و تختلف الحروف الساكنة تبعا  لمخرج النطق، أي المكان في القناة الصوتية حيث يتم إعاقة تدفق الهواء فيه. و تحدث العرقلة غالبا عند الشفتين، أو الأسنان، أو الحافة السنخية ، أو الحنك، أو الحنك الرخو ، أو اللهاة، أو الحنجرة. كل مخرج نطق ينتج مجموعة مختلفة من الحروف الساكنة، والتي تتمايز مرة أخرى حسب طريقة النطق: نوع الاحتكاك، وما إذا كان الإغلاق كاملاً، وفي هذه الحالة تسمى الحروف الساكنة انسدادية، أو مختلف درجات الانفتاح لإنتاج الأصوات الاحتكاكية والمهموسة. يمكن أيضاً أن تكون الحروف الساكنة مجهورة أو غير مجهورة، اعتماداً على ما إذا كانت الأحبال الصوتية تهتز مع تدفق الهواء. يخلق هذا التجهير الفرق بين صوت [س] في كلمة باس (صفيرية غير مجهورة) وصوت [ز] في كلمة باز (صفيرية مجهورة).
تتطلب بعض أصوات الكلام، سواء كانت حروف علة أو حروف ساكنة مرور تيار هوائي عبر تجويف الأنف: وهي الحروف الساكنة الأنفية وحروف العلة الأنفية. بينما تُعرف أصوات أخرى بالكيفية  التي يتحرك بها اللسان داخل الفم: الحروف الساكنة الجانبية (يتدفق  الهواء على جانبي اللسان) والأصوات الرُّوتية (حيث يتموقع اللسان بالنسبة لتدفق الهواء)
يُنتج الإنسان مئات الأصوات المختلفة من خلال استخدام جميع هذه الأعضاء. وبعض هذه الأصوات تظهر بشكل متكرر في العديد من لغات العالم، في حين أن البعض الآخر يكون أكثر شيوعا في عائلات لغوية محددة، أو في مناطق جغرافية معينة، وقد يكون خاصًا بلغة بذاتها.